# Méthode Taguchi
La méthode Taguchi, inventée par Gen’ichi Taguchi, est une méthode statistique pour réaliser des plans d'expériences. Appliquée dans l'industrie, cette méthode se concentre avant tout à minimiser les variations autour de la valeur de consigne. L'objectif est d'obtenir des produits, processus et systèmes aussi robustes et insensibles aux perturbations externes que possible.
La méthode Taguchi est appliquée dans le cadre de l'amélioration de la qualité et de la méthode Six Sigma. Cette méthode pragmatique a su rendre les plans d’expériences accessibles pour des techniciens.
Le but : utiliser le savoir déjà acquis pour sélectionner les paramètres à faire varier et ne tester que quelques valeurs (2 ou 3) pour chacun, sachant qu'on va les tester en même temps ce qui permet d'étudier leurs interactions.
L'aspect graphique permet à des employés n'ayant pas le niveau habituellement requis pour ce genre d'utilisation des statistiques d'appréhender facilement une problématique complexe et d'obtenir rapidement de bons résultats. Ces résultats ne sont pas les meilleurs mais le rapport bénéfice/coût est très intéressant.
Cette méthode a été utilisée dans de très nombreux domaines, par exemple dans les années 1990 pour améliorer la recette d'une céramique réfractaire dans la métallurgie (sociétés Didier-Werke (de) / Usinor Sacilor).